# Stenersenmuseet

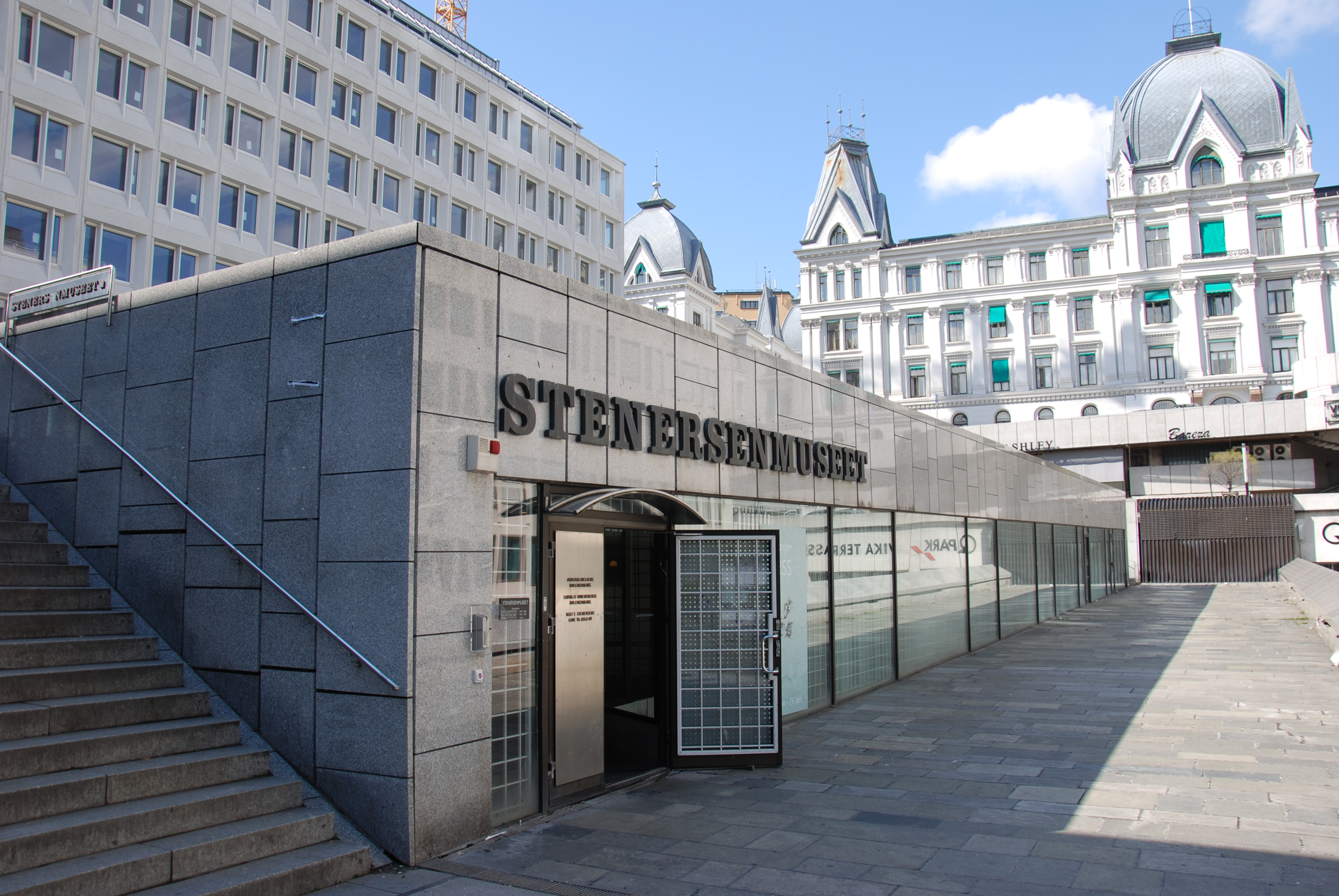
Stenersenmuseet.

Stenersenmuseet är ett konstmuseum i Oslo i Norge.
I Stenersenmuseet ingår tre privata konstsamlingar som donerats till Oslo kommun: Rolf E. Stenersens samling, Amaldus Nielsens samling och Ludvig O. Ravensbergs samling.
Museet visar olika utställningar med norsk och internationell konst, med störst vikt lagd på samtidskonstnärer.